# Hans Keiter
Hans Keiter, nemški rokometaš, * 22. marec 1910, † september 2005.
Leta 1936 je na poletnih olimpijskih igrah v Berlinu v sestavi nemške rokometne reprezentance osvojil zlato olimpijsko medaljo.